# Rivista Musicale Italiana
La Rivista Musicale Italiana (indicata anche come RMI) è stato un periodico trimestrale di argomento musicologico edito da Giuseppe Bocca. La RMI fu fondamentale per l'avanzamento degli studi musicologici in Italia.
Il periodico iniziò le pubblicazioni nel 1894 fino al 1933 quando fu sospesa. Le pubblicazioni ripresero nel 1936 a Milano dove, salvo l'interruzione dal 1943-45, fu pubblicata fino al 1953, e dal 1954 al 1955 a Roma. Già passata alla RAI, dal 1967 assunse la denominazione di Nuova Rivista Musicale Italiana o NRMI. Nel 2012, senza addurre alcun motivo, la RAI-ERI ne ha decretato la soppressione. 

## Storia della Rivista Musicale Italiana
Dopo il fallimento di numerose riviste di questo genere, verificatisi nell'Italia dell'ottocento, RMI raccolse un gruppo di giovani collaboratori di prim'ordine composto da musicologi e storici italiani che poterono dare corso a studi scientifici della musica e riuscirono a dare continuità alle pubblicazioni per molti anni.
Gli editori incoraggiarono gli studi basati sulla nuova metodologia storica, ovvero l'analisi filologica dei documenti. Di conseguenza, la rivista ha dedicato particolare attenzione alla selezione di contributi basati su materiali di fonte primaria. Inoltre, attrasse molte collaborazioni di esperti esteri, specialmente tedeschi e francesi. E, vista la grande diffusione del francese in quel tempo, molti saggi furono pubblicati nell'originale francese.

## Collaboratori
Fra i collaboratori del primo periodo vi erano: Romualdo Giani, Giovanni Tebaldini, Alberto Gentili, Luigi Torchi, Salomon Jadassohn, Arthur Pougin, Franz Xavier Haberl, Guido Adler, Julien Tiersot, Nicola D’Arienzo, Luigi Torri, Jules Combarieu, Adolf Sandberger, Dino Sincero, Carlo Perinello, Jacques-Gabriel Prod’homme.  
Dal 1907 al 1919 collaborò abitualmente Fausto Torrefranca, sempre in quel periodo cominciarono a collaborare Guido Pannain, Andrea Della Corte e Guido Gatti.
Dal 1946 e il 1955 scrissero saggi, tra gli altri, Robert Aloys Mooser, Sebastiano Luciani, Benvenuto Disertori, Nino Pirrotta, Remo Giazotto, Claudio Sartori, Guglielmo Barblan, Luciano Tomelleri.